# پسرک سیاه
پسرک سیاه (به انگلیسی: Black Boy) نام یک کتاب ادبی است که توسط ریچارد رایت، نویسندهٔ اهل ایالات متحده آمریکا نوشته شده‌است. این کتاب یکی از آثار مشهور ادبی جهان است.